# Liber instrumentorum memorialium

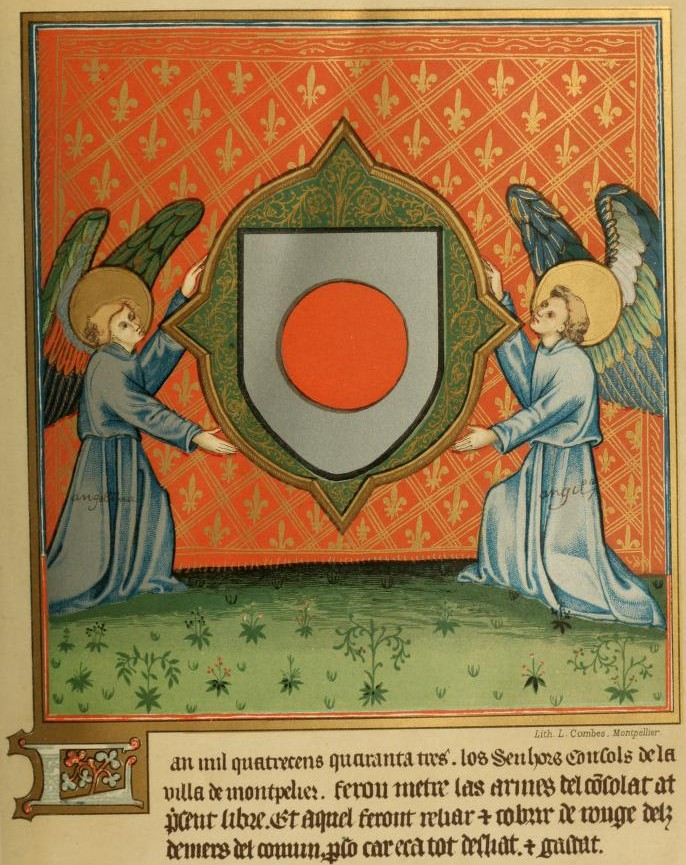
Liber Instrumentorum memorialium

Liber instrumentorum memorialium je pozemková kniha pánů z Montpellieru, Guillemů, a jedná se o významný pramen k historii tohoto rodu. Byla sestavena na počátku 13. století pod patronací Viléma VIII. z Montpellieru, jehož panství je v ní rozsáhle sepsáno. Nejstarší dokumenty jsou datovány do roku 1059, nejmladší do 1204. 570 listin v ní obsažených je sestaveno podle typu a místa. Dle předmluvy ke knize jsou dokumenty rozděleny do dvou typů: první z nich se týkají vlastnictví pánů v maguelonské diecézi (v jejímž rámci jsou zahrnuty i papežské výsady, priviliegia), druhé jsou zaměřeny na vlastnictví v jiných oblastech. Nejstarší listiny zmiňují dohody Viléma IV., v nichž hrají roli hrady Pouget a Saint-Pons de Mauchiens. Posledních několik dokumentů se týká samostatné vlády Marie, dcery Viléma VIII., předtím, než se vdala za Petra II. Aragonského, čímž celé panství připadlo Aragonskému království.